# Panel (Comic)

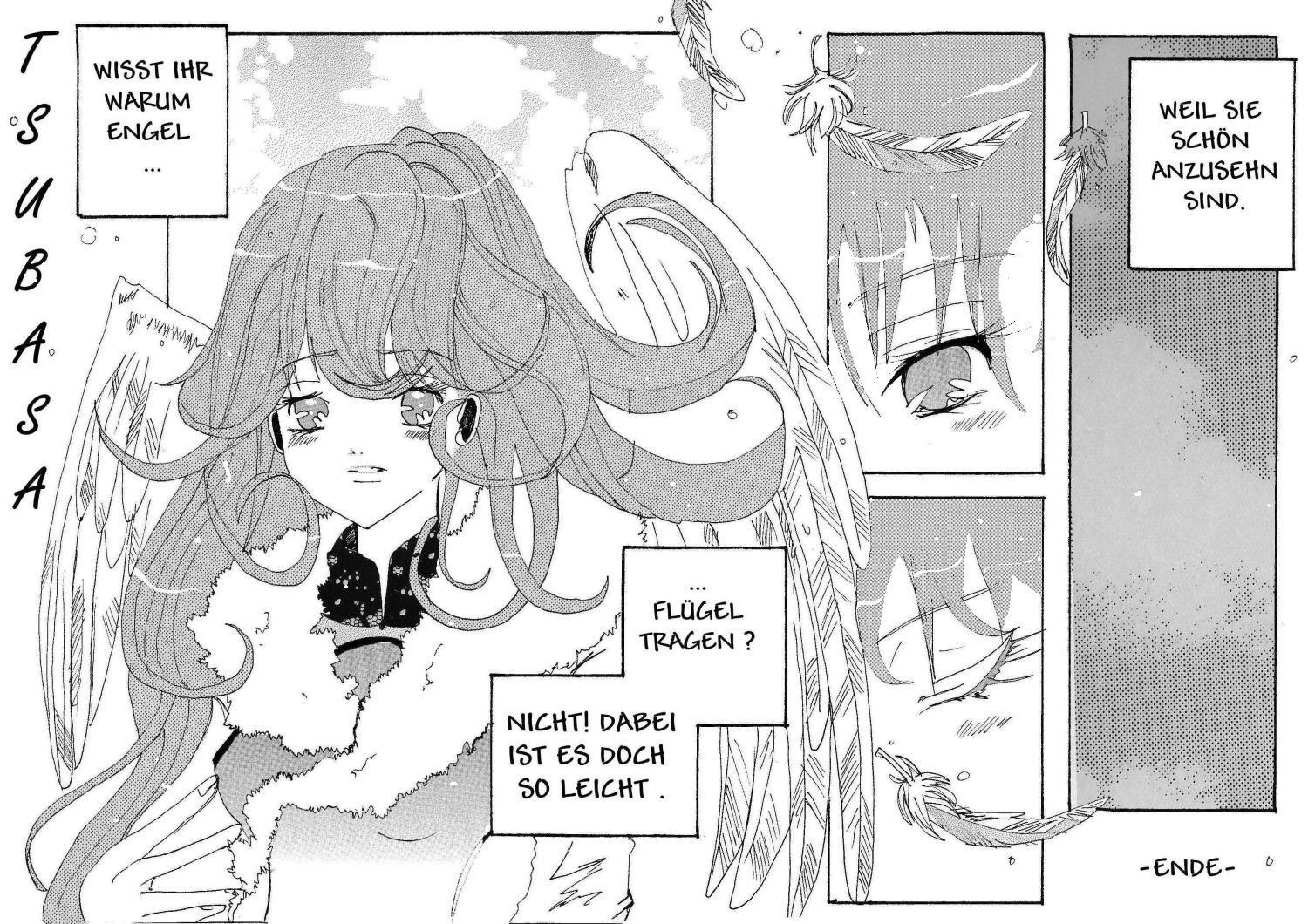
Beispiel eines kurzen Comics nach Art eines Mangas aus vier Panels

Panel (englisch für Tafel, Platte) ist in der grafischen Kunst des Comics und Cartoons der Ausdruck für ein Einzelbild in einer Sequenz. Ein Comic Strip ist zum Beispiel eine Sequenz von drei oder vier Panels. Dagegen sind die Panels eines Comic-Hefts meist in Zeilen gruppiert, wobei eine kreativ variierte ziegelmauerartige Aufteilung der Seite (das heißt, ein starres Raster) als ästhetisch angenehm und gut zu lesen empfunden wird. Mangas haben im Gegensatz zu westlichen Comics oft variablere und weniger starre Panelaufteilungen.
Die Anordnung der einzelnen Panels auf einer Comic-Seite bezeichnet man als Paneling, durch das der Lesefluss bestimmt wird.

## Vorgegebene Panelgrößen
Im Allgemeinen können Comiczeichner frei über die Anzahl und das Aussehen der Panels entscheiden. Jedoch gibt es verschiedene, meist kommerzielle Bereiche, wo es Vorgaben zu Größe und Anzahl der Panels gibt.

### Comicstrips
Bei in Zeitungen abgedruckten täglichen Comicstrips steht meist nur eine Zeile für den Comic zur Verfügung. Damit beschränkt sich aus praktischen Gründen die Anzahl der Panels auf eines bis fünf.

### Sonntagsstrips
In amerikanischen Zeitungen ist es üblich, in der Sonntagsausgabe eine oder sogar mehrere Seiten mit Comics und Cartoons abzudrucken. Bis in die 1940er Jahre füllte oft ein einziger Comicstrip – der Sonntagsstrip – eine ganze Seite. Danach wurde ein spezielles Panel-Format für den Sonntagsstrip entwickelt, um den verschiedenen Zeitungen größtmögliche Flexibilität für den Druck einzuräumen:
Der Strip wird in drei Bildzeilen gezeichnet, die in voller Größe eine halbe Zeitungsseite füllen.
Zeitungen, die weniger Platz für einen einzelnen Strip verwenden wollen, lassen die obere Reihe der Panels weg. Dadurch nimmt der Strip nur mehr eine Drittelseite in Anspruch.
Es ist auch noch möglich die Panels in nur zwei Zeilen anzuordnen und zu verkleinern. So nimmt der Strip nur mehr ein Viertel einer Seite in Anspruch.
Dieses spezielle Format erleichtert den Verkauf eines Sonntagsstrips an verschiedene Zeitungen, da diese dem Strip mehr oder weniger Platz einräumen können. Comiczeichner – wie zum Beispiel Bill Watterson – sehen in den strengen Vorgaben eine Beschränkung der Möglichkeiten des künstlerischen Ausdrucks. Dadurch, dass die erste Zeile von Zeitungen weggelassen werden kann, muss diese zum Beispiel mit einem Gag gefüllt werden, der mit dem restlichen Strip kaum oder nichts zu tun hat. Auch die restliche Aufteilung der Panels verhindert Bilder wie zum Beispiel hochformatige Panels, die eventuell für die erzählte Geschichte effektvoller wären.

### Splash-Panels

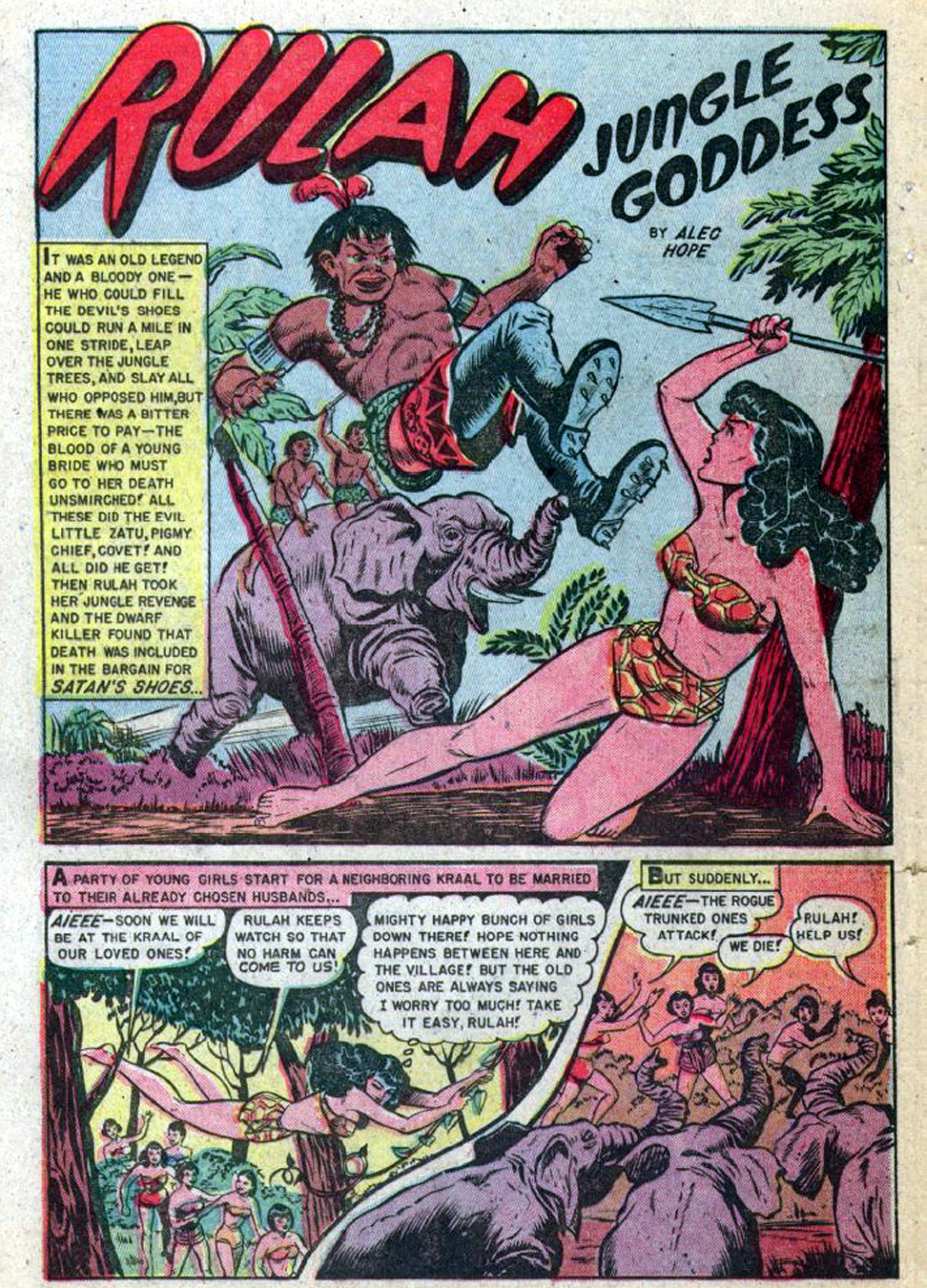
Splash-Panel, das zwei Drittel einer Seite einnimmt (Rulah Jungle Goddess #24, March 1949)

Ein Splash-Panel, manchmal auch als Splash-Seite oder nur Splash (dt.:Fleck; Platscher) bezeichnet, ist ein Panel, das sich über eine ganze Seite bzw. einen sehr großen Teil einer Seite erstreckt und somit eine besondere Wirkung auf den Leser bzw. die Leserin ausübt. Man unterscheidet zwischen einem Opening-Splash- und einem Interior-Splash-Panel.
Die erste Seite oder auch die obere Hälfte der ersten Seite ist oft ein Opening-Splash. Dieser kann dabei auch den Titel der Geschichte sowie Hinweise auf den Autor oder die Autoren enthalten. Manche Opening-Splashs sollen nur auf die Geschichte neugierig machen, andere gehören bereits zur Geschichte und führen in diese ein bzw. zeigen die Örtlichkeit, in der die Geschichte spielt. So beginnen zum Beispiel viele Bände von Asterix und Obelix mit einer Ansicht des gallischen Dorfes.
Es gibt auch Opening-Splashs, die erst auf der zweiten, dritten oder vierten Seite der Geschichte eingesetzt werden. Tritt ein Splash-Panel später in der Geschichte auf, so wird es als Interior-Splash bezeichnet. Es ist immer ein Teil der Geschichte und kennzeichnet oft einen hoch dramatischen Teil der Geschichte.